# Patrycja Szymura
Patrycja Szymura (* 24. Juli 1979) ist eine ehemalige polnische Biathletin.
Patrycja Szymura gab ihr internationales Debüt 1999 in Friedenweiler in Biathlon-Europacup, wo sie 13. eines Sprints wurde. Es war zugleich die beste Platzierung in der Rennserie. Ihre ersten und einzigen internationalen Meisterschaften bei den Frauen wurden die Biathlon-Europameisterschaften 1999 in Ischewsk, bei denen Szymura als Schlussläuferin im Staffelrennen mit Iwona Grzywa, Aldona Sobczyk und Iwona Daniluk hinter der russischen und vor der norwegischen Staffel Silber gewann. Ihr einziges Rennen im Biathlon-Weltcup bestritt die Polin 2000 in Ruhpolding, bei dem sie 84. eines Sprints wurde. Ihre letzten Rennen im Europacup bestritt Szymura 2003 in Forni Avoltri.

## Biathlon-Weltcup-Platzierungen
Die Tabelle zeigt alle Platzierungen (je nach Austragungsjahr einschließlich Olympische Spiele und Weltmeisterschaften).
- 1.–3. Platz: Anzahl der Podiumsplatzierungen
- Top 10: Anzahl der Platzierungen unter den ersten zehn (einschließlich Podium)
- Punkteränge: Anzahl der Platzierungen innerhalb der Punkteränge (einschließlich Podium und Top 10)
- Starts: Anzahl gelaufener Rennen in der jeweiligen Disziplin

| Platzierung         | Einzel | Sprint | Verfolgung | Massenstart | Team | Staffel | Gesamt |
| ------------------- | ------ | ------ | ---------- | ----------- | ---- | ------- | ------ |
| 1. Platz            |        |        |            |             |      |         |        |
| 2. Platz            |        |        |            |             |      |         |        |
| 3. Platz            |        |        |            |             |      |         |        |
| Top 10              |        |        |            |             |      |         |        |
| Punkteränge         |        |        |            |             | 1    |         | 1      |
| Starts              |        | 1      |            |             | 1    |         | 2      |
| Stand: Karriereende |        |        |            |             |      |         |        |